# Malý Aral
Malý Aral nebo také Malé Aralské jezero je severní část zbytku Aralského jezera. Nachází se na území Akťubinské a Kyzylordské oblasti v Kazachstánu. K definitivnímu oddělení severní části došlo v roce 1990, kdy se hladina snížila natolik, že už směrem k jižní části neprotékala voda. Severní část je pozůstatek a zároveň jediná část původního jezera, která má šanci na obnovu. Znovuvznikající jezero napájí řeka Syrdarja.

## Záchrana
Zachránění zbytku jezera zajišťuje třináctikilometrová hráz Kok-Aral vystavěná v rámci sedmiletého projektu financovaného Světovou bankou za 86 mil. dolarů a rokem ukončení 2008. Projekt iniciovala kazašská vláda. V roce 2005 se město Aralsk nacházelo 100 km od pobřeží jezera, po stavbě hráze se vzdálenost zmenšila na pouhou čtvrtinu. Tato skutečnost dává naději rybářům. Momentálně stále stoupá hladina jezera a znovu se přibližuje k původním přístavům.

## Budoucnost
V budoucnu se plánuje investovat dalších 300 mil. dolarů na obnovu severního pobřeží. V horizontu několika let či desítek let je pravděpodobné že se obnoví rybolov a téměř původní hladina severního jezera. Nicméně nic se nezmění na tom, že jižní území jezera na území Uzbekistánu do roku 2020 úplně zanikne a zbude po něm jen poušť.